# Middlesex
Middlesex bylo tradiční hrabství v jihovýchodní Anglii.
V 19. století dosahovala jeho rozloha 734 km2. Po roce 1889 připadla asi pětina jeho území (a třetina populace) novému hrabství Londýn. V roce 1965 se téměř celý Middlesex stal součástí Velkého Londýna, zbylé části přešly pod sousední hrabství Hertfordshire a Surrey.

## Části Middlesexu v současném Londýně
K dnešním částem Londýna, které původně spadaly plně nebo částečně pod Middlesex, patří obvody:

### Vnitřní Londýn
- Camden
- City
- Hackney
- Hammersmith a Fulham
- Islington
- Kensington a Chelsea
- Tower Hamlets
- Westminster

### Vnější Londýn
- Barnet (kromě čtvrtí Barnet a East Barnet)
- Brent
- Ealing
- Enfield
- Haringey
- Harrow
- Hillingdon
- Hounslow
- Richmond (severu řeky Temže)